# Poznera
Poznera es una remota costumbre jurídica de España sobre la propiedad del campo, en la que el suelo y el vuelo tienen propietarios distintos. El derecho de poznera tiene como antecedentes los «arbora signata» como prueba de dominio de la época romana y es una costumbre que ya fue recogida en el Fuero Juzgo.
Esto es una excepción a la doctrina de la accesión por plantación. En general se aplica sobre bosques: alguien posee el suelo, sobre el que puede cultivar productos que no perjudiquen a los árboles, pero otro posee dichos árboles y el fruto que producen.
El primero no puede oponerse a la plantación o reposición de los árboles, llamado en asturiano "entepolaos".
Según unos autores, es una división del dominio, mientras que otros opinan que es una servidumbre. Unos terceros disienten que es un simple usufructo para los frutos, aunque tampoco es exacto puesto que pueden reponer los árboles.
Se da en Asturias (donde el municipio posee las tierras pero los vecinos poseen los castaños y sus frutos), Extremadura, Navarra, Vizcaya y en varias comarcas de Castilla y Andalucía. Notar que el dueño del suelo puede plantar otras especies tales como cereales o legumbres.